# Condado de Kyburg
El condado de Kyburg surgió en el siglo XI y se menciona por primera vez en 1027. Después del año 1053, fue una posesión de los condes de Dilinga. Se amplió considerablemente con la extinción de la Casa de Lenzburg en 1173.

Escudo de armas de los condes de Kyburg

Desde 1180 a 1250, los condes de Kyburg existieron como una línea cadete separada de los condes de Dilinga. El condado fue gobernado por Hartmann V, sobrino del último conde de Kyburg en la línea agnaticia, desde 1251 a 1263. Luego pasó a la Casa de Habsburgo como posesión de los condes de Neu-Kyburg (también Kyburg-Burgdorf) tras la extinción de la línea agnaticia de la Casa de Kyburg, hasta la extinción de Neu-Kyburg en 1417. A continuación, pasó a estar bajo la soberanía directa de los Habsburgo, luego brevemente a Zúrich (1424-1442), al emperador Federico III (1442-1452) y de nuevo a Zúrich en 1452, momento a partir del cual se administró como bailía (Landvogtei) de Zúrich hasta el establecimiento de la República Helvética en 1798.
A pesar de no estar ya en posesión, los monarcas de los Habsburgo siguieron llevando el título histórico de "Conde Principesco de Kyburg" en el gran título de Emperador de Austria.

## Origen del condado
La primera mención del castillo de Kyburg data del año 1027, cuando el emperador Conrado II destruyó la Chuigeburch. En 1096, los condes de Dilinga (Dillingen) incluyeron también el título de conde de Kyburg como uno de ellos. En el año 1180, la familia se dividió en dos grupos, los Kyburg y los Dilinga (Dillingen). El condado se expandió cuando el grupo masculino de los condes de Lenzburg se extinguió en 1173, seguida por los condes de Zähringen en el año 1218. De las tierras de Zähringen, heredaron las ciudades de Thun, Burgdorf y Friburgo. En las décadas siguientes fundaron una serie de ciudades como Diessenhofen, Winterthur, Zug, Baden, Frauenfeld, Aarau, Mellingen, Lenzburg, Sursee, Weesen, Laupen, Richensee, Wangen an der Aare y Huttwil. Sin embargo, en el año 1250, las disputas entre Hartmann IV y su sobrino Hartmann V condujeron a la división del condado por la mitad. Hartmann IV (el Viejo) recibió el condado original de Kyburg y todas las tierras de Kyburg al este del río Reuss mientras que Hartmann V (el Joven) recibió todo el territorio que se encontrara al oeste del río Reuss, así como Zug y Arth.

## Bajo el gobierno de los Habsburgo
Cuando Hartmann IV murió sin heredero varón en 1264, el condado de Kyburg pasó a manos de Rodolfo de Habsburgo. Las tierras occidentales de Kyburg fueron vendidas a Rodolfo en 1273 por la hija de Hartmann V, Anna, pero fueron separadas permanentemente del condado de Kyburg. Al principio, tras adquirir el castillo de Kyburg, Rodolfo solía gobernar directamente el condado desde el castillo. Sin embargo, tras su elección como emperador, solo regresó a Kyburg en contadas ocasiones. En los años siguientes, a medida que los Habsburgo ganaban poder en Austria, Kyburg pasó de ser una pieza central de su poder a una provincia menor. A partir de 1364, los Habsburgo utilizaron Kyburg como garantía para préstamos o como recompensa para los vasallos. En 1384, el condado se comprometió con los condes de Toggenberg y en 1402 pasó a manos de Kunigunde de Montfort-Bregenz. Durante las Guerras de Appenzell, el condado fue invadido en 1407 y el castillo fue asediado.
En el año 1424, la ciudad de Zúrich compró el condado por 8.750 florines neerlandeses. En aquella época se incluía las regiones de Kloten y Embrach y los actuales distritos de Winterthur y Pfäffikon (pero no la ciudad de Winterthur). Durante la Antigua Guerra de Zúrich de 1442, Zúrich devolvió el condado a Austria a cambio de su apoyo. Regresó a Zúrich en 1452 como garantía de un préstamo de 17.000 florines neerlandeses, que los Habsburgo nunca devolvieron. Los Habsburgo siguieron reclamando Kyburg como uno de sus títulos hasta 1918.

## Parte de Zúrich

Condado de Kyburg en el Cantón de Zúrich, 1750.

Al adquirir el condado, Zúrich recibió una gran superficie con ricas tierras de cultivo y un desconcertante conjunto de leyes, obligaciones y propiedades feudales. En el siglo XVIII, el condado aún representaba aproximadamente la mitad del territorio de todo el cantón. Se dividió el condado en seis regiones administrativas y se nombró un Landvogt que gobernaba todo el condado desde el castillo de Kyburg. Bajo el Landvogt, había seis subordinados que administraban las seis regiones. El cargo de Landvogt se convirtió en un trampolín para llegar a ser miembro del consejo de la ciudad o alcalde de Zúrich. A partir de 1535, el Landvogt era nombrado por el consejo por un período de seis años.

## Fin del condado
Durante la invasión francesa de Suiza en 1798, los campesinos locales se rebelaron y atacaron el castillo de Kyburg. La República Helvética, controlada por los franceses, arrasó con las antiguas organizaciones feudales, incluido el Condado de Kyburg. Este fue disuelto y la zona se dividió entre varios distritos nuevos. Tras la caída de Napoleón y la restauración en Suiza, Kyburg y Pfäffikon se unieron en un distrito en 1815. Sin embargo, duró poco y en 1831 el distrito se disolvió y la sede administrativa se trasladó del castillo de Kyburg.